# Одо (Аквитания)
Вижте пояснителната страница за други личности с името Одо.
Одо Велики (Odo, Eudes, Eudo, † 735) e херцог на Аквитания, dux или княз (princeps) от 700 до 735 г.

## Биография
Баща му или чичо му вероятно е херцог Бодогизел (Богис или Бертран, † 660), който е син на Хариберт II. Одо е брат или братовчед на Хуберт.
Той последва през 700 г. Луп I. През 717 г. се съюзява с франкския крал Хилперих II и неговия майордом Раганфрид от Неустрия, за да го признаят за rex (крал). Те са победени от Карл Мартел през 718 г. при Соасон. Одо предава тогава Хилперих II на Карл Мартел. Двамата сключват приятелски договор и той получава наследствено право на херцогството.
На 9 юли 721 г. Одо побеждава нахлулите араби в битката при Тулуза. За осигуряване от други арабски нападения той сключва с отпадналия от арабите берберски княз Мунуц, който се жени за дъщерята на Одо. През 732 г. при Поатие Одо претърпява голяма загуба от арабите. След това заедно с Карл Мартел той има на 10 октомври 732 г. победа на Римския път от Тур за Поатие и изгонва арабите от франкското царство.
Той е последван като херцог от синът му Хуноалд.

## Деца
Одо има двама сина и една дъщеря:
- Хуноалд
- Ато (Хато)
- Лампегия (?)